# 梅根·菲尔普斯-罗珀
梅根·菲尔普斯-罗珀（英語：Megan Phelps-Roper，1986年1月31日—），美国女性政治活动人士。
菲尔普斯-罗珀曾是威斯特布路浸信会的成员与发言人，这是一个被广泛视为仇恨团体的伪加尔文主义基督教教会。她的母亲是雪莉·菲尔普斯-罗珀，外祖父则是该教会的创始人弗雷德·菲尔普斯。她出生于堪萨斯州托皮卡，从小在教会中长大。她自幼接受威斯特布路浸信会教义，曾积极参加教会推动的反对同性恋、反对阿富汗战争和伊拉克战争阵亡士兵葬礼等诸多抗议活动。2009年起，她开始在推特上活跃，以宣扬教会教义。当时有许多推特用户向她指出威斯特布路浸信会教义中的矛盾，同时又适逢教会长老们改变了教会的决策过程，这使得菲尔普斯-罗珀开始怀疑她的信仰。
菲尔普斯-罗珀因无法调和自己的怀疑与信仰而于2012年离开了教会。此后，她成为了教会的批评者。她周游世界讲述她在教会中的经历，并倡导持不同观点群体之间的对话。2019年，她出版了回忆录《取消关注：从仇恨到希望的旅程》（Unfollow: A Journey from Hatred to Hope）。